# Maucherita
La maucherita és un mineral de la classe dels sulfurs. Nom atorgat en honor de Wilhelm Maucher (1879-1930), meteoròleg i distribuïdor de minerals, Múnic, Alemanya.

## Classificació
La maucherita es troba classificada en el grup 2.AB.15 segons la classificació de Nickel-Strunz (2 per a Sulfurs i sulfosals (sulfurs, selenurs, tel·lururs; arsenurs, antimonurs, bismuturs; sulfarsenits, sulfantimonits, sulfbismutits, etc.); A per a Aliatges i B per Aliatges de Ni-metal·loides; el nombre 15 correspon a la posició del mineral dins del grup). En la classificació de Dana el mineral es troba al grup 2.16.16.1 (2 per a Sulfurs i 16 per a Miscel·lanis; 16 i 1 corresponen a la posició del mineral dins del grup).

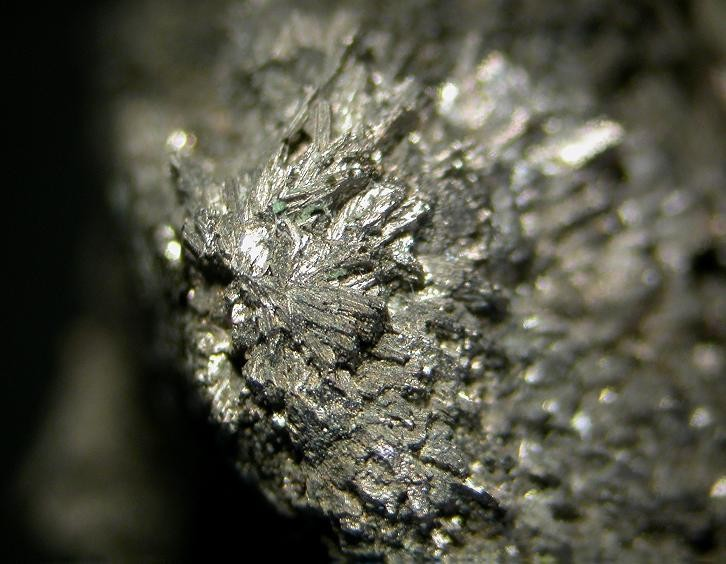
Cristall de maucherita de la badia de "Hans Seidel" (Schacht "Graf de Hohenthal") a Helbra (Saxònia-Anhalt)

## Característiques
La maucherita és un sulfur de fórmula química Ni11As₈. Cristal·litza en el sistema tetragonal. La seva duresa a l'escala de Mohs és 5. De color blanc platejat-vermellós, tornant-se més gris fosc-vermellós a l'exposició amb l'aire. De lluïssor metàl·lica, i amb una ratlla de color gris fosc.

## Formació i jaciments
S'ha descrit generalment a Europa, Àsia, Austràlia, a l'Amèrica del Nord, Amèrica del Sud i Àfrica. Sol trobar-se en vetes hidrotermals d'arsenur de níquel-cobalt. Generalment amb anhidrita, baritina, bismut natiu, calcita, guix, manganita, nickelin, níquel skutterudit (chloanthita) i associats que es trobin. Regions concretes on sol trobar-se aquest mineral són Argentina, algunes regions d'Austràlia, Bolívia, Brasil, Bulgària, República Popular de la Xina, Finlàndia, França, Groenlàndia, Índia, Iran, Itàlia, Japó, diverses regions del Canadà, Marroc, Mèxic, Noruega, Oman, Polònia, diverses regions de Rússia, Suècia, Zimbabwe, algunes regions d'Espanya, Àfrica del Sud, República Txeca, Turquia, Ucraïna, el Regne Unit, diverses regions dels Estats Units d'Amèrica (EUA) i Vietnam. Als territoris de parla catalana ha estat descrita a la mina Atrevida (Vimbodí i Poblet, Conca de Barberà).